# Средиземноморский университет
Средиземноморский университет Экс-Марсель II (фр. Université de la Mediterranée Aix-Marseille II) — один из четырёх французских университетов, относящихся к академии Экс-Марсель.
Основан в 1969 году. Специализируется в области здравоохранения, спорта и экономики. В 2012 году вошёл в состав Университета Экс-Марсель.